# سفارة كوريا الجنوبية في كولومبيا
سفارة كوريا الجنوبية في كولومبيا هي أرفع تمثيل دبلوماسي لدولة كوريا الجنوبية لدى كولومبيا. تقع السفارة في بوغوتا وهي تهدف لتعزيز المصالح الكورية جنوبية في كولومبيا.

## وصلات خارجية
- قائمة سفارات كوريا الجنوبية
- قائمة السفارات في كولومبيا